# L'amore di Nabbie
L'amore di Nabbie (ナビィの恋?, Nabi no koi) è un film del 1999 diretto da Yuji Nakae.
La pellicola è ambientata sull'isola di Aguni, nell'arcipelago di Okinawa.
Secondo l'East-West Center tale produzione ha il pregio di riuscire a rappresentare la vita di una piccola comunità di Okinawa attraverso le vicende della nonna, della nipote e del giovane forestiero ospite sull'isola.
Grazie a questa pellicola, Nakae ha vinto il titolo di Miglior Regista alla 25ª rassegna dell'Hochi Awards.
Il film è stato scelto dall'Istituto giapponese di cultura di Roma per la rassegna cinematografica VariEtà 2019.

## Trama
Dopo essersi licenziata, Nanako torna trovare i nonni nell'arcipelago di Okinawa. La vita tranquilla della pigra cittadina insulare viene tuttavia sconvolta dall'arrivo di un distinto e anziano sconosciuto. Quest'uomo è Sanra, il primo amore della nonna di Nanako, Nabbie, tornato dal Brasile per onorare i propri antenati alla tomba di famiglia. Il suo ritorno risveglia nell'anziana di casa Agarikinjo il sentimento mai sopito in tanti anni di lontananza e getta nel caos la vita degli abitanti dell'isola che avevano bandito Sanra sessanta anni prima, per volere degli dei. Una nuova consultazione divina da parte dell'indovina del villaggio giudica empio e maledetto l'amore fra Nabbie e Sanra mentre favorevole risulterebbe il matrimonio fra Nanako e il traghettatore Kenji.
Le due donne della famiglia Agarikinjo finiscono tuttavia per ribellarsi alle decisioni imposte loro dalla comunità e dalle superstizioni: Nabbie fugge con Sanra per andare finalmente «nel paese dell'amore» mentre Nanako sposa Fukunosuke, il giovane vagabondo giunto sull'isola che le aveva presentato il nonno Keitatsu. Il film si chiude con la festa di matrimonio fra i due innamorati, sulle note dello shamisen di Keitatsu e del violino dell'irlandese O'Connor.

## Colonna sonora
Le musiche della pellicola si distinguono per l'accostamento di musica tradizionale giapponese e musica occidentale.